# وكالة التنمية الفلاحية (المغرب)
وكالة التنمية الفلاحية (تُسمى إختصاراً بـ ADA)هي مؤسسة عمومية تتمتع بالشخصية المعنوية والاستقلال المالي. وتخضع لوصاية وزارة الفلاحة والصيد البحري والتنمية القروية والمياه والغابات، كما تخضع للمراقبة المالية للدولة المطبقة على المؤسسات العمومية طبقا للنصوص التشريعية الجاري بها العمل. ومنذ إحداثها سنة 2009، تلعب وكالة التنمية الفلاحية دورا أساسيا  في بلوغ الأهداف الإستراتيجية  المسطرة للقطاع الفلاحي، في إطار مخطط المغرب الأخضر. وتتمحور المهام الرئيسية المنوطة بوكالة التنمية الفلاحية في الدفع لمبادرات مخطط المغرب الأخضر وإنعاش وتجديد العرض الإستثماري المغربي في القطاع الفلاحي وإطلاق مشاريع ملموسة وكذا الوساطة وتتبع الشراكة مع المستثمرين المؤسساتيين والإجتماعيين. ويعهد إلى الوكالة أيضا اقتراح على السلطات الحكومية مخططات عمل تتعلق بدعم الفلاحة التضامنية، وذلك عبر تشجيع وتنفيذ مشاريع مستدامة بهدف تحسين دخل الفلاحين. وتسهر الوكالة في إطارتنفيذ إستراتيجية تطوير تسويق المنتجات المحلية، على إطلاق وتتبع مختلف الأوراش والبرامج الهادفة إلى تطوير سلسلة القيمة للمنتجات المجالية المغربية في السوق الوطنية والدولية. بالإضافة إلى ذلك، وباعتبار وكالة التنمية الفلاحية هيأة معتمدة من طرف صندوق التكيف مع المناخ والصندوق الأخضر للمناخ فإنها تتمكن من الولوج المباشر إلى الموارد المالية لهذه الصناديق من أجل تمويل البرامج المتعلقة بالتغيرات المناخية في القطاع لفلاحي والقطاعات الحيوية الأخرى بالمغرب.